# Skavlan
Skavlan var en svensk-norsk pratshow i SVT och TV2 Norge (tidigare i NRK) ledd av den norske programledaren Fredrik Skavlan. Programmet hade premiär i Sverige 16 januari 2009 och 17 januari 2009 i Norge.
Alla avsnitt är förinspelade. Flygande reporter i de förinspelade inslagen är Niklas Källner.

## Historik
Skavlan var en fortsättning i SVT på NRK:s mest populära program – Fredrik Skavlans talkshow Först & sist (1998–2007). Skavlans första åtta avsnitt (2009) producerades av och sändes i SVT med ett avsnitt per vecka och dagen efter i NRK under namnet Skavlan møter Sverige. Premiärsäsongen sågs av SVT som en tittarsuccé med 1 690 000 som högsta tittarantal för ett avsnitt, vilket borgade för fler säsonger.
Säsong 2 (hösten 2009) och säsong 3 (vintern 2010) var en samproduktion mellan SVT och NRK, den första i sitt slag, där 12 avsnitt spelades in i Sverige och 12 i Norge, för att senare sändas samtidigt i både SVT och NRK. I april 2010 grundade Fredrik Skavlan produktionsbolaget Monkberry med syfte att producera Skavlan, för att kunna sälja programmet till SVT och NRK.
Våren 2011 kallade Hufvudstadsbladet Skavlan ”Nordens största talkshow” och programmet köptes in av BBC Entertainment för att även visas i Finland, Danmark och Island (kanalen köpte inte fler säsonger efter 2013). Hösten 2011 började programmet sändas i den finlandssvenska TV-kanalen YLE Fem.
Hösten 2016 spelades en del avsnitt in i New York.
Sommaren 2018 bytte Skavlan i Norge kanal från NRK till den kommersiella kanalen TV2 Norge.

## Priser
I samband med Kristallen 2009 tilldelades programmet "Årets underhållningsprogram" och Fredrik Skavlan tilldelades titeln "Årets manliga programledare". 2010 och 2016 vann Skavlan priset Gullruten.